# ایلئوم
ایلِئوم (به انگلیسی: Ileum) یا درازروده در کالبدشناسی دستگاه گوارش بخش انتهایی، از سه بخش روده ی باریک است. در اکثر مهره‌داران، درازروده بخش نهایی روده باریک به شمار می‌رود: از جمله در پستانداران، خزندگان و نیز پرندگان.
ایلئوم در زیر دوازدهه و تهی‌روده∗ قرار گرفته و توسط دریچه‌ای به نام دریچه ایلئوسکال∗ (دریچهٔ دراز-کوری) از روده کور (سکوم) جدا شده‌است. در محل این سوراخ مخاط روده دارای دو چین فوقانی و تحتانی می‌باشد که به یکدیگر متصل شده و مانع برگشت مواد از  روده ی بزرگ به داخل روده ی باریک می‌شود. طول درازروده در انسان‌ها در حدود ۲ تا ۴ متر است.
مقدار PH درازروده معمولا بین ۷ و ۸ (خنثی یا کمی قلیایی) است.

## کارکرد
اصلی‌ترین کارکرد ایلئوم، جذب ویتامین ب۱۲ و نمک‌های صفراوی و فرآورده‌هایی است که توسط تهی‌روده جذب نشده‌اند. دیوارهٔ درازروده چین‌دار است و هر کدام از چین‌ها از شمار بسیار زیادی پُرزهای روده‌ای کوچک پوشیده شده‌است.

## نگارخانه

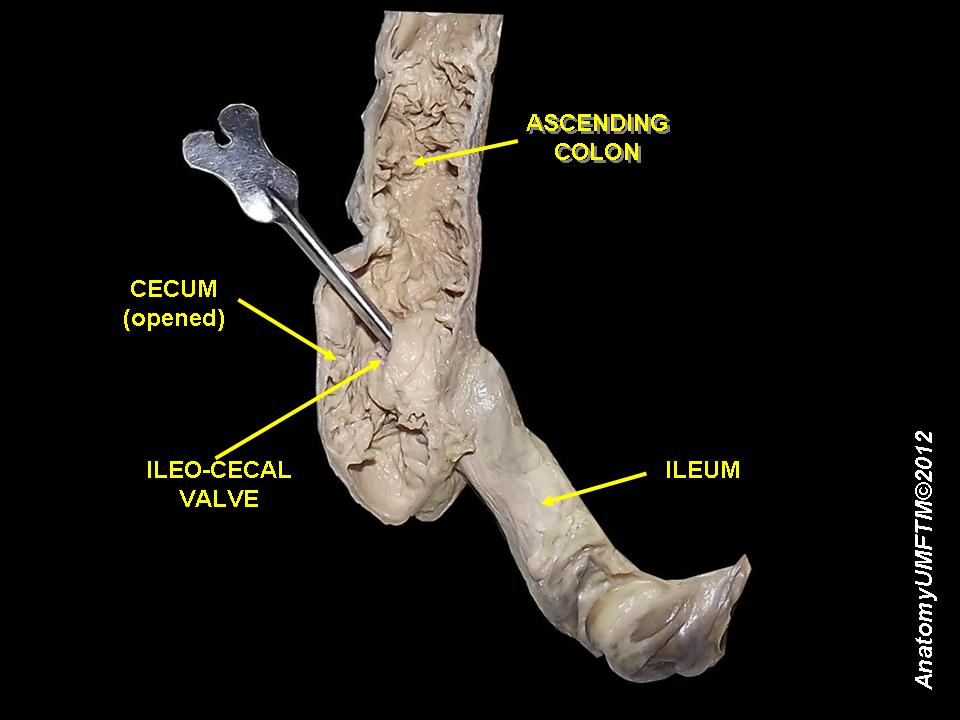
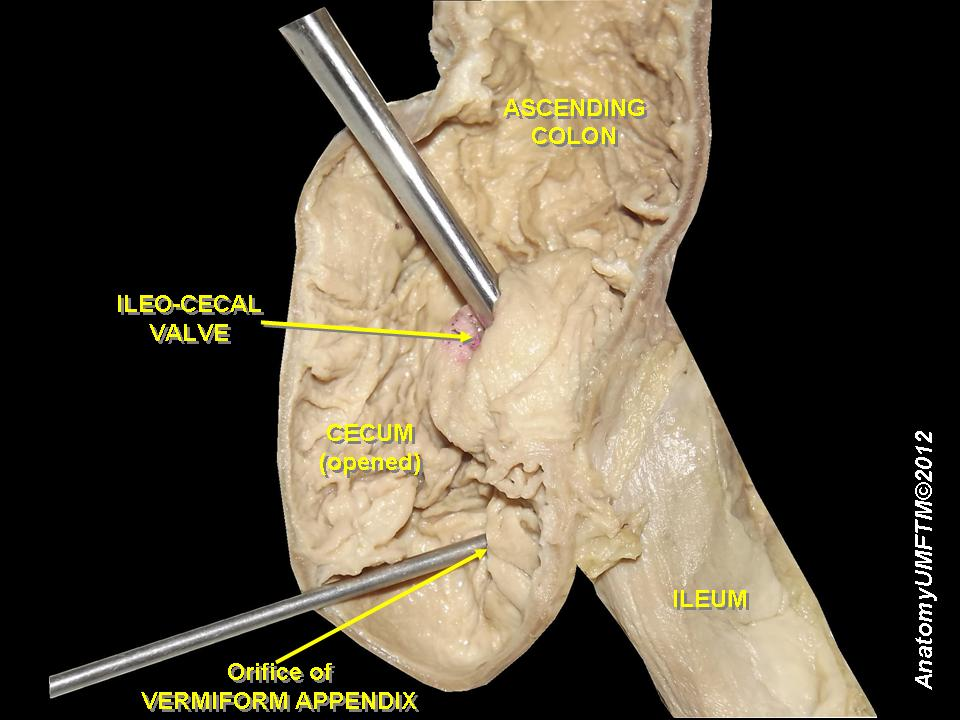
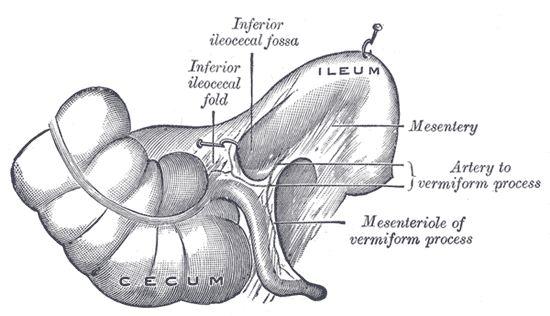
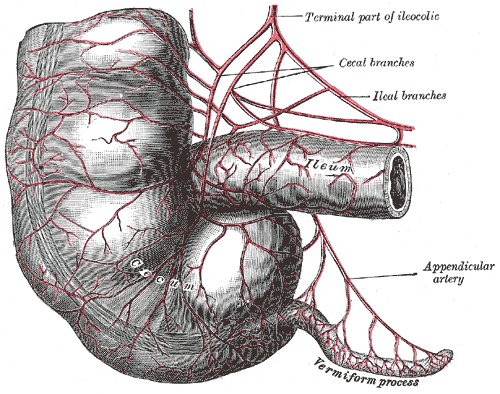
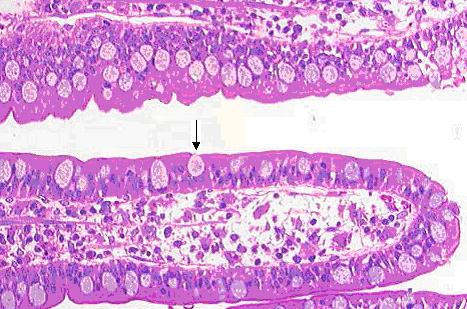
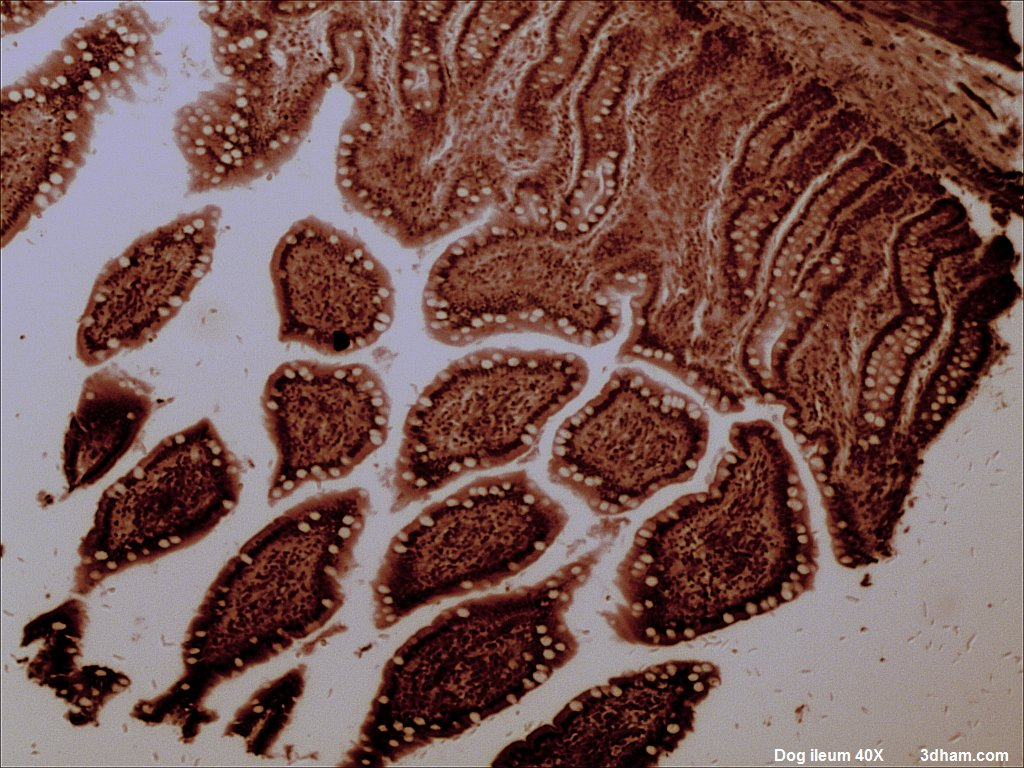

## ‌ایلئوستومی
در جراحی، گاه در دیواره شکم با وسایل جراحی سوراخی ایجاد می‌کنند که در نتیجه آن محتویات درازروده به بیرون راه پیدا می‌کند. به این عمل ایلئوستومی∗ گفته می‌شود. 

## جستار های وابسته
- دوازدهه (دئودنوم)
- تهی روده (ژژنوم)
- روده باریک